# Macha Rolnikas
Macha Rolnikas (Marija Rolnikaitė) (ur. 21 lipca 1927 w Kłajpedzie, zm. 7 kwietnia 2016 w Petersburgu) – litewska pisarka, nazywana Anną Frank z Litwy.

## Życiorys
Pochodziła z żydowskiej inteligenckiej rodziny. Urodziła się jako córka prawnika Hiršasa (Hirscha) i gospodyni domowej Taiby. Miała trzy siostry – Miriam, Raja i Ruviku (Ruvikas). Mieszkali w Płungianach, potem przenieśli do Wilna.
Na początku II wojny światowej rodzina bezskutecznie próbowała wycofać się na Wschód. Udało się to tylko ojcu, który walczył w 16 Dywizji Litewskiej. Macha i pozostałe członkinie rodziny ukrywały się w domach znajomych, a potem trafiły do getta w Wilnie. Siostrę Machy, Miriam, uratowali ks. Juozas Stakauskas, zakonnica Marija Mikulska i nauczyciel Henrikas Jonaitis (dziś Sprawiedliwi wśród Narodów Świata).
W 1943 Macha trafiła do niemieckich nazistowskich obozów pracy przymusowej na Łotwie: w Kaiserwald i w Strassdenhof (Strazdamuiža). Pracowała m.in. w ogrodnictwie, na budowie i w fabryce mebli. Następnie przebywała w KL Stutthof, gdzie pracowała w zakładzie pogrzebowym. Dzięki temu doczekała wyzwolenia obozu przez Armię Czerwoną w 1944. Wspierała antyfaszystowskie podziemie, a jej wiersz The Strazdenhof Hymn stał się bojową pieśnią oporu.
Wróciła do Wilna, gdzie spotkała się z siostrą Miriam i ojcem. Jej młodsze siostry (9-letnia Raja i 7-letnia Ruvikas) oraz matka zostały zamordowane w Ponarach po likwidacji getta w Wilnie albo zginęły w komorach gazowych w Auschwitz.
Po wojnie pracowała w Radzie ds. Artystycznych Litewskiej Filharmonii Narodowej. Potem wyjechała do ZSRR. Studiowała w Instytucie Literackim im. A.M. Gorkiego w Moskwie. W 1965 przeniosła się do Leningradu i wyszła za mąż.
Jej pamiętnik z okresu II wojny światowej pisany w jidysz został wydany jako książka. W 1961 przetłumaczyła go na litewski, w 1964 opublikowała w ZSRR. W procesie pomógł jej Ilia Erenburg. Następnie książkę przetłumaczono na 18 języków, m.in. francuski, hebrajski, litewski i angielski. W 1974 wydała krótkie opowiadanie Pratinkis prie šviesos. Pisała artykuły dziennikarskie, recenzje. Pracowała dla magazynu „Zvezda”.
W 1999 Rolnikas podarowała Państwowemu Muzeum Żydowskiemu Gaon w Wilnie kilka swoich osobistych rzeczy, w tym tornister, który miała ze sobą podczas pobytu w getcie.
Zmarła po krótkiej chorobie. Została pochowana w Petersburgu na Cmentarzu Przemienienia Pańskiego.
W 2017 powstał festiwalowy litewsko-rosyjski film I must tell, świadectwo Machy o okresie II wojny światowej.